# Sette (rivista)
Sette, anche reso graficamente in 7, è un settimanale del Corriere della Sera, edito da RCS MediaGroup, che si occupa di cronaca, cultura, politica e attualità.

## Storia
Creato da Paolo Pietroni, che ne fu il primo direttore, uscì per la prima volta il 12 settembre 1987. Da allora esce nella seconda metà della settimana (il giovedì, il venerdì o il sabato a seconda dei periodi) e nel giorno di uscita viene venduto allegato al quotidiano, mentre negli altri giorni può essere acquistato anche singolarmente.
Ridenominato Corriere della Sera Magazine nel maggio 2004, ha ripreso il suo nome originario a partire dal novembre 2009. A partire dagli anni 1990, Sette usciva unitamente a uno secondo settimanale, il magazine televisivo TV Sette, che è stato pubblicato fino al 2004 quando la testata è diventata Corriere della Sera Magazine.
Nel maggio 2011 Sette ha generato a sua volta un proprio allegato, il mensile Sette Green dedicata a ecologia ed ecosostenibilità. A un anno di distanza, in concomitanza col restyling della rivista, è stato creato un ulteriore allegato, Sette TV, una guida televisiva durata però lo spazio di pochi mesi.
Dopo un nuovo restyling e un cambio di direzione, dal 1º marzo 2017 il settimanale esce con la testata 7. Nell'aprile 2019 il settimanale ingloba l'inserto Liberi tutti del Corsera.

## Direttori
- Paolo Pietroni (12 settembre 1987 – 23 dicembre 1989)
- Willy Molco (6 gennaio 1990 – 20 giugno 1992)
- Claudio Sabelli Fioretti (27 giugno 1992 – 23 giugno 1994)
- Carlo Verdelli (30 giugno 1994 – 14 novembre 1996)
- Francesco Cevasco (21 novembre 1996 – 29 maggio 1997)
- Andrea Monti (5 giugno 1997 – 10 dicembre 1998)
- Maria Luisa Agnese (17 dicembre 1998 – 20 settembre 2007)
- Giuseppe Di Piazza (27 settembre 2007 – 8 marzo 2012)
- Pier Luigi Vercesi (15 marzo 2012 – 28 febbraio 2017)
- Beppe Severgnini (1º marzo 2017[7] - 25 aprile 2019)
- Barbara Stefanelli (26 aprile 2019 - in carica)